# Ormosia nonacantha
Ormosia nonacantha är en tvåvingeart som beskrevs av Alexander 1954. Ormosia nonacantha ingår i släktet Ormosia och familjen småharkrankar. Inga underarter finns listade i Catalogue of Life.